# Спикин-Ховард, Альберто
Альберто Спикин-Ховард (исп. Alberto Spikin-Howard; 23 июня 1898, Сантьяго — 8 мая 1972) — чилийский поэт, прозаик, пианист и музыкальный педагог.

## Биография
Родился в семье англичанина Альберта Спайкина, управляющего производством бытового газа, обеспечивавшим топливо для чилийской столицы. Окончил Национальную консерваторию (1922), ученик Америко Тритини. Затем в 1923—1928 гг. совершенствовался как пианист в Лондоне у Тобайаса Маттея. В 1928—1944 гг. вёл класс фортепиано в Национальной консерватории, среди его многочисленных учеников — Густаво Бесерра, Висенте Бьянки и другие заметные чилийские музыканты. Одновременно в 1933 году поступил на медицинский факультет Чилийского университета и в 1940 г. получил диплом врача, защитив выпускную работу на тему «Витаминный удар при лечении ревматизма», в дальнейшем вёл в Сантьяго врачебную и психиатрическую практику.
Опубликовал поэтические сборники «Вчера и сегодня» (исп. De ayer y de hoy; 1963) и «Нараспашку» (исп. De par en par; 1965), сборник воспоминаний о детстве и юности «Эти губы — мои» (исп. Esta boca es mía; 1964), романы «Проделки и наказания Тересы Бенавидес» (исп. Travesuras y penas de Teresa Benavides; 1964), «Мир Маккензи» (исп. El mundo de los Mackenzie; 1963), «Щёголи, дворняги и мечтатели» (исп. Futres, quiltros y soñadores; 1969).